# Chittenango
Chittenango (w języku Indian oznacza Tam gdzie wody się dzielą) – miejscowość w metropolii Syracuse, w hrabstwie Madison, w stanie Nowy Jork, w Stanach Zjednoczonych, założona w 1842.
Liczba mieszkańców wynosiła 5081 (2010). Liczba mieszkańców całego hrabstwa wynosiła 73 442 (2010).
Hrabstwo Madison jest na wysokim czwartym miejscu w rankingu na najlepsze miejsce do życia w płn.-wsch. części USA. 
W Chittenango urodził się Lyman Frank Baum autor serii książek o zaczarowanej Krainie Oz.
Doskonałe tereny myśliwskie oraz wędkarskie. W okolicy parki, między innymi: Zielone Jeziora, Kanał Stary Erie  i Wodospad Chittenango. Muzeum Kanału Erie, w miejscu gdzie w XIX wieku były budowane i naprawiane barki do przewożenia towarów od Atlantyku do Krainy Wielkich Jezior.
W rejonie jedne z największych w USA elektrownie wiatrowe o mocy 30 MW, wystarczające do zasilenia w energię 10-tysięcznego miasta.
Tereny te zostały wykupione przez stan Nowy Jork od Indian z plemienia Irokezów w 1788.
Obecnie, hrabstwo jako jedno z niewielu w stanie Nowy Jork ma dodatni przyrost naturalny ludności w latach 1990–2000.
Co roku w czerwcu odbywa się tutaj Festiwal w krainie Oz, a na tę okazję chodniki w centrum miejscowości są wyłożone cegłą w żółtym kolorze. W centrum znajduje się Muzeum Czarodzieja z Krainy Oz.
Także co roku w czerwcu w pobliskim Syracuse „Polski Stypendialny Fundusz” (PSF - Polish Scholarship Fund) organizuje na Clinton Square największy w północno-wschodniej części USA Polski Festiwal, ze średnią frekwencją ponad 25 000 osób.